# Ivan Dodig
Ivan Dodig (født 2. januar 1985) er en kroatisk tennisspiller. Han repræsenterede sit land under Sommer-OL 2012 i London, hvor han blev slået ud i første runde i single.

## Grand Slam-titler
- French Open:
  - Double herrer 2015 (sammen med Marcelo Melo)